# 地球轨道

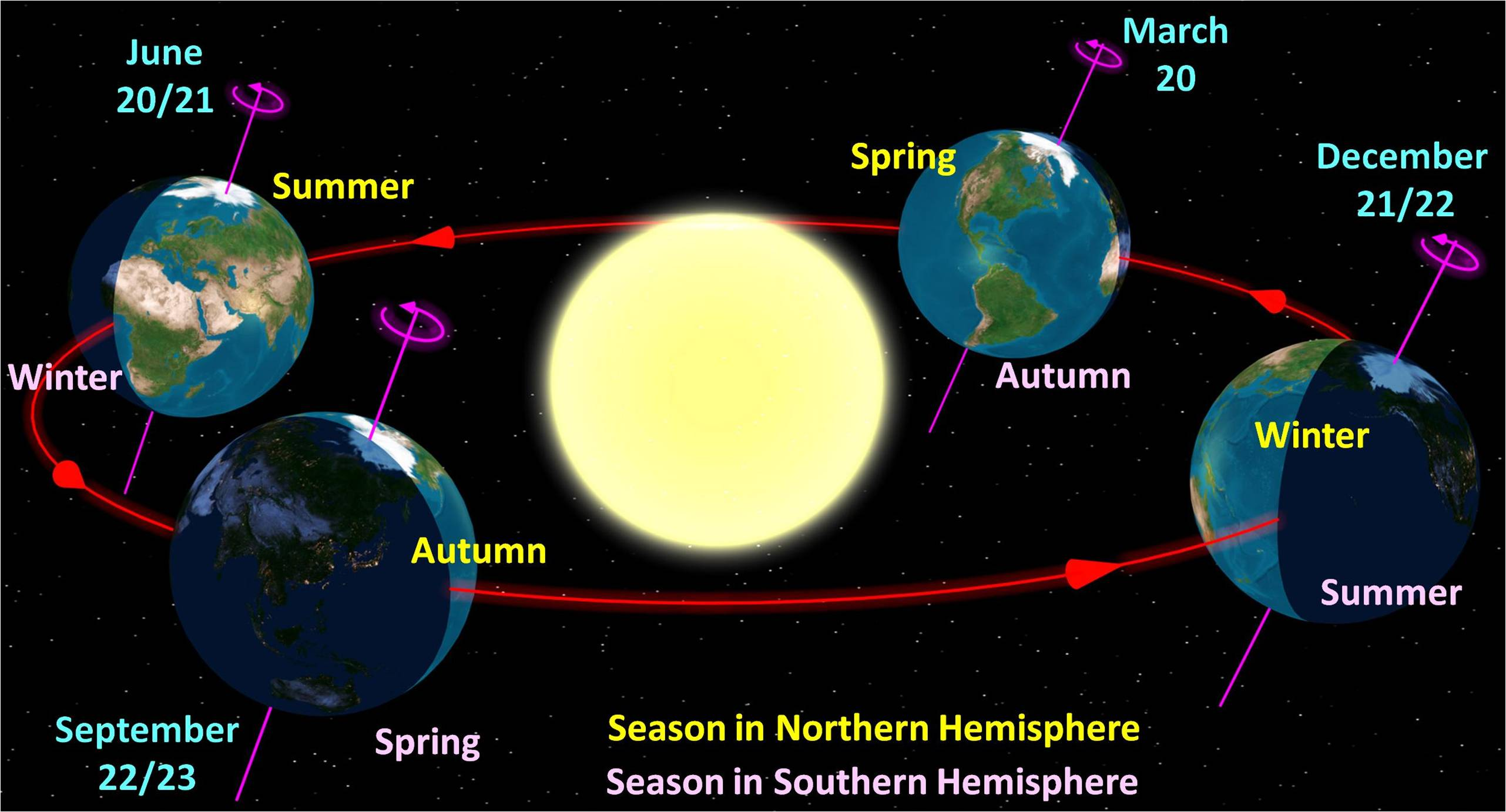
地球在其軌道上的季節性點（不按比例）。

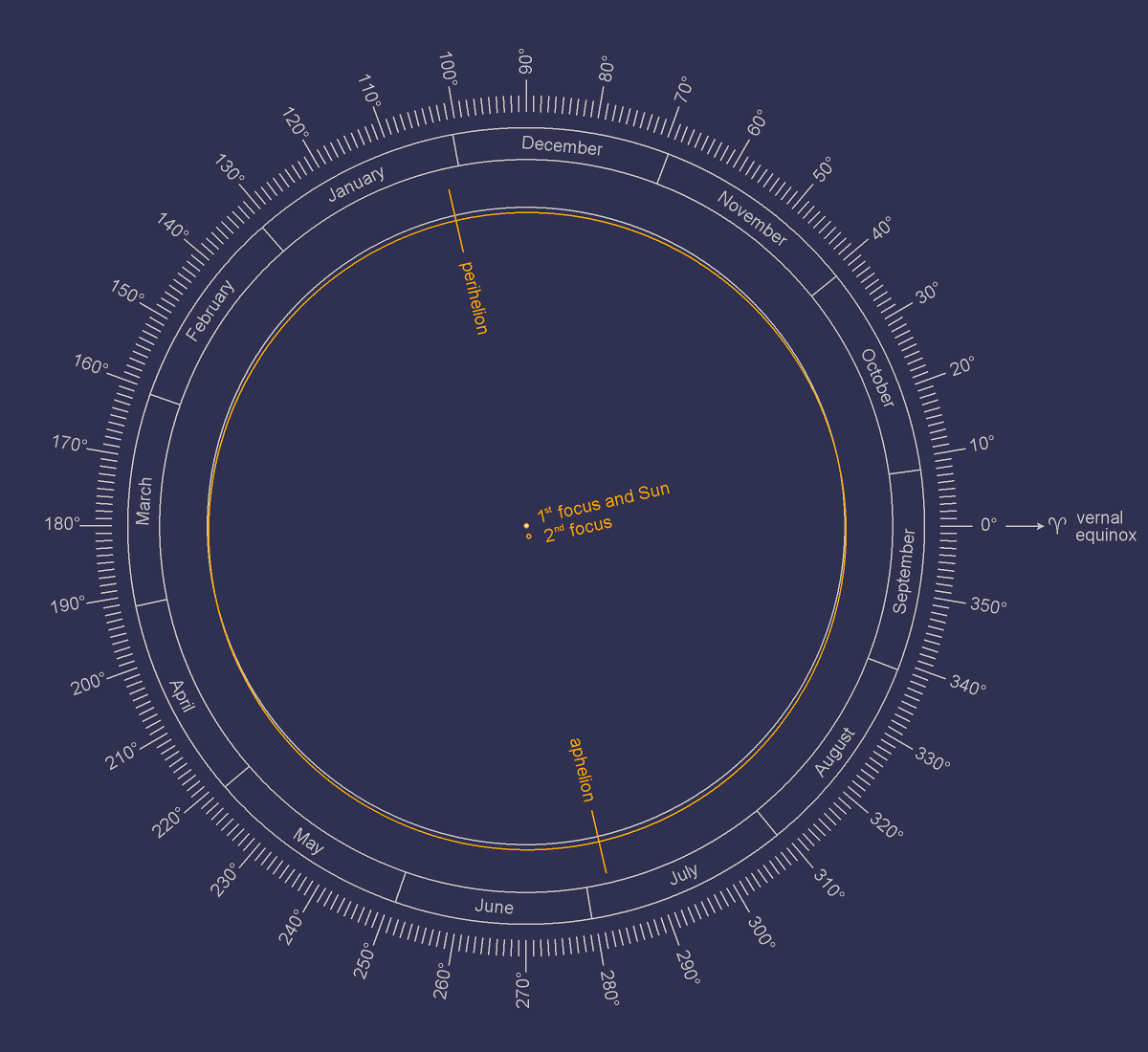
地球軌道（黃色）與圓（灰色）的比較。

地球繞太陽的軌道平均距離是1.4960億公里（8.317光分，9296萬英里），從北半球上方看是逆時針方向的運動。一個完整的軌道需要365.256天（1 恆星年），在此期間地球已經行進了9億4000萬公里（5.84億英里）。忽略其它太陽系天體的影響，地球軌道，也稱為「地球公轉」，是一個橢圓，地球-太陽的質心為一個焦點，目前偏心率為0.0167。由於該值接近於零，因此軌道中心相對靠近太陽中心（相對於軌道大小）。
從地球這顆行星的軌道看太陽是順行運動，使太陽的視運動相對於其它恆星是每一太陽日向東約1°的速度（或每12小時一個太陽或月亮直徑）。地球的軌道速度平均為29.78 公里/秒（107,200 公里/小時；66,620 mph），這足以在7分鐘內跨越地球的直徑，並在4小時內從地球跨越地月距離到月球。
從太陽或地球北極上方的有利位置來看，地球似乎以逆時針方向繞太陽旋轉。從同一個有利位置看，地球和太陽似乎也繞各自的軸以逆時針方向旋轉。

## 研究的歷史

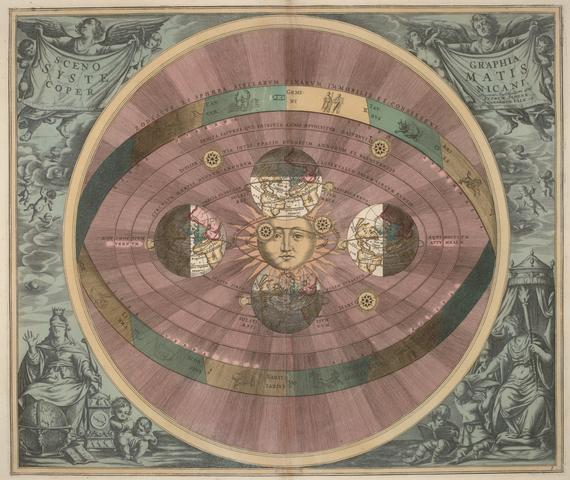
日心太陽系。

日心說（下圖）與地心模型（上圖）相比，不按比例縮放。

日心說是首先將太陽置於太陽系中心，並將包括地球在內的行星置於其軌道上的科學模型。薩摩斯的阿里斯塔克斯在西元前三世紀就已經提出了日心說模型。在十六世紀，尼古拉·哥白尼的 天體運行論對宇宙的哥白尼日心說進行了全面討論。與托勒密在第二世紀提出他的地心說模型的方式大致相同。這個「哥白尼革命」解決了行星視逆行運動的問題，認為這種運動只是感知和視覺的。根據歷史學家傑里·布羅頓的說法：「儘管哥白尼的開創性著作......早在一個多世紀前，[荷蘭製圖師]瓊·布勞是第一位將他革命性的日心說納入世界地圖的製圖師。」

## 對地球的影響
由於地球的軸向傾斜（通常稱為黃道的傾角），太陽傾角在天空中的軌跡（如地球表面的觀察者所看到的）在一年中會發生變化。對於北緯地區的觀察者來說，當北極向太陽傾斜時，白天持續的時間較長，太陽在天空中顯得更高。當北極遠離太陽時，情況正好相反，天氣通常較涼爽。在北極圈以北和南極圈以南，達到了一個極端情況，即一年中的部分時間根本沒有白晝，而在一年中的相反時間則連續白晝。這分別稱為極夜和午夜太陽。 天氣的這種變化（由於地球軸向傾斜的方向）導致了季節。

## 軌道上的事件
根據天文學慣例，四個季節是由至點（地球軌道上地軸最大傾斜的兩個點，朝向太陽或遠離太陽）和分點（地球軌道上地球傾斜軸和從地球到太陽的假想線完全垂直的兩個點）決定的。至點和分點將一年分為四個大致相等的部分。在北半球，冬至發生在12月21日左右，夏至接近6月21日；春分在3月20日左右，秋分在9月23日左右。南半球受到地球軸向傾斜的影響與北半球相反，因此南半球的分點與至點的季節與北半球的季節相反（例如，北夏至與南冬至同時）。
在現代，地球的近日點發生在1月3日左右，遠日點發生在7月4日左右。換句話說，地球在一月份離太陽較近，在七月份離太陽較遠，這對居住在北半球的人來說似乎有悖常理，當地球離太陽最近時較冷，離太陽最遠時較暖和。地球與太陽距離的變化導致在近日點相對於遠日點到達地球的總太陽能增加約7%。由於南半球在地球最接近太陽的同時向太陽傾斜，因此南半球在一年中從太陽接收的能量略多於北半球。然而，這種效應遠不如軸向傾斜引起的總能量變化顯著，大部分多餘的能量被南半球較高比例的水覆蓋的表面吸收。
地球的希爾球（引力影響範圍）半徑約為1,500,000 公里（0.01 AU），或大約是到月球平均距離的四倍。這是地球引力影響比更遙遠的太陽和行星更強的最大距離。繞地球運行的物體必須在這個半徑內，否則，它們可能會受太陽引力擾動的束縛。
| 曆元         | J2000.0                                             |
| 遠日點       | 152.10×106 km（94.51×106 mi） 1.0167 AU             |
| 近日點       | 147.10×106 km（91.40×106 mi） 0.98329 AU            |
| 半長軸       | 149.60×106 km（92.96×106 mi） 1.0000010178 AU       |
| 離心率       | 0.0167086                                           |
| 傾角         | 對太陽的赤道：7.155° 對不變平面：1.578690°          |
| 升交點黃經   | 174.9°                                              |
| 近心點經度   | 102.9°                                              |
| 近心點幅角   | 288.1°                                              |
| 週期         | 365.256363004 日                                    |
| 平均軌道速度 | 29.78 km/s（18.50 mi/s） 107,208 km/h（66,616 mph） |
| 遠日點速度   | 29.29 km/s（18.20 mi/s）                            |
| 近日點速度   | 30.29 km/s（18.82 mi/s）                            |

下圖說明瞭地球橢圓軌道的至點、分點和 拱點線的位置和關係。這六張地球圖像沿橢圓軌道的位置，依次是1月2日至1月5日的近日點（近心點：離太陽最近的點），3月19日、20日或21日的3月分點，6月20日、21日或 22日的六月至點，7月3日至7月5日的遠日點（遠地點：離太陽最遠的點），9月22日、23日或24日的9月分點，12月21日、22日或23日的12月至日。 

誇張地描繪了地球繞太陽的橢圓軌道，標誌著軌道極點（遠地點和近心點）與四個季節極端點（分點和至點）不同

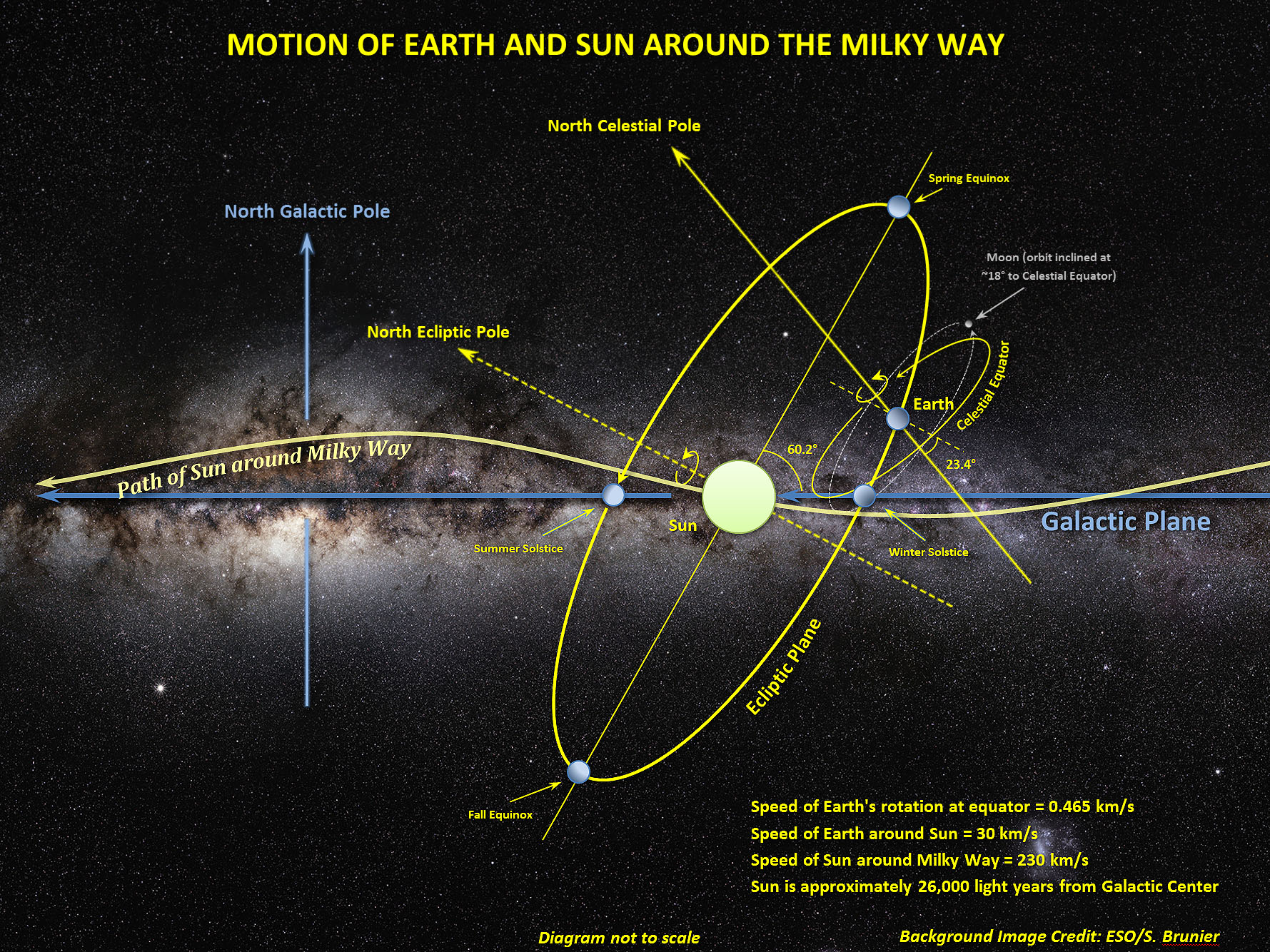
地球、月球和太陽的運動方向。

## 未來
數學家和天文學家（如拉普拉斯、拉格朗日、高斯、龐加萊、科摩哥洛夫、弗拉基米爾·阿諾德和于爾根·莫澤）一直在尋找行星運動穩定性的證據，這一探索導致了許多數學發展和太陽系穩定性的連續「證明」。根據大多數預測，地球的軌道將在很長一段時間內相對穩定。
1989年，雅克·拉斯卡的工作表明，地球的軌道（以及所有內行星的軌道）可能會變得混亂，而今天量測地球初始位置時，如果誤差小到15米，就無法預測1億年後地球在其軌道上的位置。太陽系建模是N體問題涉及的一個主題。 

## 註解
1. ↑  我們的地球繞太陽公轉大約需要365天，而一個完整的軌道有360°。這一事實表明，地球每天在其軌道上運行大約1°。因此，太陽相對於恆星在天空中的移動量似乎相同。
2. ↑  對於地球，希爾半徑為

{\displaystyle R_{H}=a\left({\frac {m}{3M}}\right)^{1/3},}

其中「m」是地球的質量，「a」是天文單位，「M」是太陽的質量。所以以AU為單位的半徑約為

{\displaystyle \left({\frac {1}{3\cdot 332\,946}}\right)^{1/3}\approx 0.01}[來源請求]
3. ↑  所有的天文量都是不同的，既有長期變化，也有週期地。給定的量是長期變化的暫態值J2000.0，忽略所有週期變化。
4. 1 2  遠日點 = a × (1 + e)；近日點 = a × (1 – e)， 其中a是半長軸，e是離心率。
5. ↑  參考文獻列出了近日點經度，它是升交點的經度和近日點的引數之和。從（102.937°）減去交點經度174.873°即為−71.936°。 加上360°即為288.064°。該相加不會改變角度，但表示為通常的0–360°經度範圍。

## 外部連結
- Earth – Speed through space – about 1 million miles an hour （页面存档备份，存于） – NASA & (WP discussion)